# Mantispa moulti
Mantispa moulti is een insect uit de familie van de Mantispidae, die tot de orde netvleugeligen (Neuroptera) behoort. 
Mantispa moulti is voor het eerst wetenschappelijk beschreven door Navás in 1909.